# Tatort: Habgier
Habgier ist ein Fernsehfilm aus der Kriminalreihe Tatort der ARD und des ORF. Der Film wurde vom NDR produziert und am 10. Januar 1999 erstmals ausgestrahlt. Es handelt sich um die Tatort-Folge 403. Für die Kriminalhauptkommissare Paul Stoever (Manfred Krug) und Peter Brockmöller (Charles Brauer) ist es der 35. bzw. 32. Fall, in dem sie ermitteln.

## Handlung
Nachdem der kleine Axel Ropers sein Kaninchen in den Garten gesetzt hat, geht er in die Küche, stellt alle Knöpfe am Gasherd an und klemmt einen Stuhl darunter. Dann geht er wieder in sein Bett. Kurz darauf klingelt Jürgen Lampert, ein Nachbar, an der Tür und bringt das Tier zurück, wobei der Gasgeruch bemerkt wird, der aus der Küche dringt. Axel wird von Michael, dem Freund seiner Mutter Sonja ausgeschimpft und bekommt eine Ohrfeige. Er äußert seiner Freundin gegenüber, dass ihr Sohn sie alle in die Luft jagen wollte, und fragt, wieso er überhaupt in eine Therapie gehe, wenn so etwas dabei herauskomme.
Anderentags verspricht die Kinderpsychologin Gabriele Eilbrook Axel, dass sie einen Therapieplatz für ihn habe und er nicht mehr nach Hause müsse. Der Junge hatte schon mehrfach geäußert, dass er nicht zur Mutter und ihrem Freund zurück wolle. Gabriele Eilbrook geht davon aus, dass Axels auffälliges Verhalten etwas mit dem Tod seines Vaters zu tun hat. Kommissar Peter Brockmöller und die sympathische Frau besuchen zusammen ein Seminar. Beide mögen sich sofort. Ein paar flapsige Bemerkungen des Kollegen quittiert Brockmöller mit der Bemerkung, doch mit dem nötigen Respekt über „diese Frau von Format“ zu sprechen.
Als Gabriele Eilbrook das Kinderzentrum aufsucht, wo sie auch Patienten betreut, kommt ihr René, ein Heimkind, schon aufgeregt entgegen und erzählt ihr, dass seine Schwester Rita auf einen hohen Baum geklettert und heruntergestürzt sei. Vom Heimleiter Manthey erfährt Gabriele, dass das Mädchen einen Genickbruch erlitten hat. In dieser Nacht klopft es an Brockmöllers Tür. Als er verschlafen öffnet, steht Gabriele vor ihm. Sie verliert sich in Andeutungen, dass sie in etwas Ungeheuerliches hineingeraten sei, aber noch weitere Beweise bräuchte. Sie würde ihn dann in den nächsten Tagen anrufen. Sie wolle sich aber vergewissern, ob sie mit seiner Hilfe in seiner Position als Kommissar rechnen könne. „Natürlich“ meint Brockmöller, ist aber, gerade so aus dem Schlaf gerissen, etwas überfordert von der Situation.
Als Gabrieles Mann, Dr. Dietmar Eilbrook, Gabrieles Diktiergerät abhört, beunruhigt ihn das, was er gehört hat, offensichtlich sehr. Er hinterlässt seinem Gesprächspartner auf dem Anrufbeantworter die Nachricht, dass er ihn sofort zurückrufen solle, da sie ein Problem hätten. Anderentags findet ein Mann eine Frauenleiche in der Dove Elbe. Die Mordkommission wird gerufen. Als Brockmöller sieht, wen er vor sich hat, ist er fassungslos: Es ist Gabriele Eilbrook. Der Kommissar macht sich Vorwürfe, dass er sie in jener Nacht einfach so gehen lassen hat. Stoever erweist sich als mitfühlender Freund in dieser für Brockmöller schwierigen Situation.
Die Frau des Staatssekretärs Heinisch hat Ritas Tagebuch gefunden. „Was bist du nur für ein Schwein“, meint sie zu ihrem Mann. Später verbrennt Heinisch Ritas Tagebuch in einem Wald. Rita war als Pflegekind bei den Heinischs untergebracht, wie sich später noch herausstellt. Als Heinisch zu einem Termin, den er heute um 12.00 Uhr mit Gabriele gehabt hätte, nicht erscheint, schürt das das Misstrauen der Kommissare weiter. Wieso ist er nicht gekommen? Wusste er schon, dass Gabriele nicht mehr erscheinen konnte? Als Stoever und Brockmöller seine Frau befragen, meint sie, ob sie denn nicht wüssten, wer ihr Mann sei. Stoever erwidert nur trocken, dass es ihn und seinen Kollegen nicht davon abhalten würde, ihre Arbeit zu tun, selbst wenn ihr Mann der Bundeskanzler wäre.
Als Stoever und Brockmöller im Kinderheim noch einmal mit Manthey sprechen wollen, stoßen sie auf René, der wissen will, wo Gabriele ist. Er hätte sich mit ihr über seine Schwester, die er eigentlich kaum kannte, da sie immer in verschiedenen Heimen untergebracht gewesen wären, unterhalten. Der Heimleiter Manthey will ein weiteres Gespräch der Beamten mit René unterbinden, doch bekommen sie beim Gehen noch heraus, dass Rita alles in ihr Tagebuch geschrieben habe, warum sie gesprungen sei. Sie habe Gabriele auch davon erzählt und auch, dass Heinisch sie angefasst habe, meint René. Also war das Gespräch, das Gabriele mit dem Staatssekretär führen wollte, doch nicht so harmlos. Als sie Margarete Heinisch darauf ansprechen, bemerkt sie nur, diese Äußerungen seien Hirngespinste, ihre Tochter Katja und eine Nachbarin hätten für Rita gesorgt, während sie im Krankenhaus gelegen habe. Die Beamten finden jedoch heraus, dass Heinisch sich für die Zeit ihres Krankenhausaufenthaltes extra freigenommen hatte, um sich um Rita zu kümmern. Stoever und Brockmöller ermitteln, dass das Kinderheim vom Land 100.000 DM monatlich als Zuschuss bekommt, wovon der Heimleiter Manthey in der Vergangenheit 10.000 DM im Monat in seine eigene Tasche gewirtschaftet hat. Es stellt sich weiter heraus, dass das Geld von Heinisch für Rita ebenfalls auf Felix Mantheys Privatkonto ging. Mit diesem Wissen konfrontiert, bricht Manthey ein und übergibt den Beamten einen Brief, den Rita ihm geschrieben hat. Als sie Staatssekretär Heinisch damit konfrontieren, stellt er süffisant fest, das sei das Geschwätz eines zutiefst gestörten Mädchens, sein Anwalt würde das alles in der Luft zerreißen. Als eine Reporterin bei Stoever und Brockmöller erscheint und wissen will, worum es denn in der „Angelegenheit Heinisch“ gehe, zieht Stoever Brockmöller aus dem Zimmer, nachdem er zuvor auf Ritas Brief gedeutet hat, den er ihr selbstverständlich nicht zeigen dürfe. Die Frau versteht, was er meint und schießt ein Foto davon. Für Heinisch und seine Frau indes ist der Fall schon zu den Akten gelegt.
Als Axel Ropers vom Tod Gabrieles erfährt, packt er seine Sachen und verlässt das Heim unbemerkt. Gabriele war seine einzige Bezugsperson. Der Junge weiß nicht so recht, wo er nun hin soll. Als die Kommissare mit Axels Mutter sprechen, bringt sie eine Zeichnung des Jungen darauf, dass er wahrscheinlich keinen Unfall, sondern einen Mord gesehen hat und dass das sein Trauma ist. Und mit Gabriele hat Axel darüber gesprochen. Sie stellen fest, dass es um 3,1 Millionen Mark geht, die Sonja Ropers für den Unfalltod ihres Mannes zustehen. Die Versicherungssumme ist noch nicht ausgezahlt, da die Versicherung bei einer solch hohen Summe noch eigene Ermittlungen anstellt. Axels Vater ist mit dem Kopf in eine Mais-Erntemaschine gestoßen worden und der Junge hat alles gesehen. Er glaubt, seine Mutter und Michael hätten ihre Hände im Spiel. Über eine Röntgenaufnahme kommen die Kommissare dem tatsächlichen Sachverhalt auf die Spur. Rainer Ropers Knie musste nach einem Skiunfall geröntgt werden, er hat eine Titan-Kniegelenk-Prothese. Die von Dr. Dietmar Eilbrook nach Ropers angeblichem Tod gefertigte Röntgenaufnahme zeigt dieses Titangelenk nicht. Damit steht fest, dass diese Aufnahme nicht zu Rainer Ropers gehören kann. Als sie Dr. Eilbrook darauf ansprechen, windet er sich erst, gibt dann aber zu, dass er sich in einer finanziell und beruflich aussichtslosen Lage befunden habe. Wie er sagt, musste er seine Praxis aus beruflichen Gründen aufgeben, tatsächlich wurde ihm aber seine Zulassung als Arzt auf Lebenszeit wegen wiederholten Abrechnungsbetrugs entzogen. Bei dem Toten handelt es sich um den Saisonarbeiter Ignatz Dengel. Er selbst habe Rainer Ropers informiert, dass Gabriele ihm auf die Spur gekommen sei. Er hätte doch nicht ahnen können, dass er Gabriele gleich umbringe. Stoever sagt ihm auf den Kopf zu, dass er mitkassieren wollte.
Die Versicherung hat das Geld an Sonja Ropers ausgezahlt. Sie ruft ihren Mann an und beide verabreden einen Treffpunkt. Rainer Ropers hat Axel inzwischen aufgelesen und wartet mit ihm an der verabredeten Stelle. Sonja sagt ihrem Mann, dass sie wisse, dass er Gabriele Eilbrook umgebracht habe und der meint, dass das auch gut so gewesen sei. Sonja gibt ihm die Tasche mit dem Geld und bemerkt traurig, dass sie es nie wollte. Hämisch erwidert er, dass er ihr das sogar glaube. Auch für Axel hat er nur ein paar nichtssagende Worte übrig, ehe er sich davonmacht.
In seinem Hotelzimmer erwarten ihn Stoever und Brockmöller schon. Letztendlich ist ihm seine Habgier doch zum Verhängnis geworden. In der Zeitung erscheint anderentags ein Abdruck von Ritas Brief.

## Produktionsnotizen
Stoever und Brockmöller singen in dieser Tatort-Folge den Titel Stormy Weather und machen auch die Musik dazu (Brockmöller Mundharmonika und Stoever Handklavier).
In dieser Folge hat der ehemalige deutsche Fußballspieler und heutige Fußballtrainer Berti Vogts drei Gastauftritte: Am Anfang kommt er als Nachbar zu den Ropers und bringt Axels Kaninchen zurück. In der Mitte sehen Stoever und Brockmöller ihn aus dem Fenster des Kinderzimmers der Ropers und am Ende spricht er mit den Kindern über seine Fußballkarriere.
Woody Mues, der den Axel Ropers spielt, ist der Sohn von Dietmar Mues, der hier in der Rolle des Politikers Tobias Heinisch zu sehen ist. Woody Mues Brüder Wanja und Jona sind ebenfalls Schauspieler.

### DVD-Veröffentlichung
Die Tatort-Folge Habgier gibt es auf der „Tatort Star-Auftritte-Box“ (3 der besten Fälle). In den beiden anderen Fällen ermitteln die Kommissare Haferkamp (Folge 46 Der Mann aus Zimmer 22) und Pfeifer (Folge 196 Wunschlos tot), herausgegeben von Touchstone, erschienen am 26. Januar 2012, 256 Minuten. Die Folge Habgier ist auch auf der “Tatort Box Stoever/Brockmöller - Box Vol. 2” enthalten, herausgegeben von Touchstone, erschienen am 13. Oktober 2011, Spieldauer 263 Minuten. Neben Habgier sind die Tatort-Folgen Lockvögel (Folge 334) und Arme Püppi (Folge 386) enthalten.

## Rezeption

### Einschaltquoten
Bei seiner Erstausstrahlung am 10. Januar 1999 hatte Habgier 10,07 Mio. Zuschauer, was einem Marktanteil von 26,03 % entsprach.

### Kritiken
TV Spielfilm meinte, dass diese Folge „trotz ‚Terrier‘ Vogts“, der für Humor sorge, „ohne jeglichen Biss“ sei. Daniela Pogade von der Berliner Zeitung zielte darauf ab, dass „spannender als die Suche nach dem Täter aber die Frage sei, ob Vogts seine Zeilen heil über die Runden bringt.“